# Павелецкая (станция метро, Кольцевая линия)
«Павеле́цкая» — станция Московского метрополитена на Кольцевой линии. Связана пересадкой с одноимённой станцией на Замоскворецкой линии. Расположена в районе Замоскворечье (ЦАО) под домами севернее Павелецкой площади, по которой и получила своё название. Открыта 1 января 1950 года в составе участка «Парк культуры» — «Курская». Пилонная трёхсводчатая станция глубокого заложения с одной островной платформой.

## История
Станция открыта в 1950 году в составе участка «Парк культуры» — «Курская», после ввода в эксплуатацию которого в Московском метрополитене стало 35 станций. Станция более трёх лет — с 1 января 1950 года по 21 февраля 1953 года (когда в вестибюль был выведен северный эскалаторный наклон радиальной станции) — не имела пересадки на станцию Горьковско-Замоскворецкой линии. 30 июля 1955 года был открыт переход на радиальную станцию в центре зала.

## Архитектура и оформление

### Вестибюль

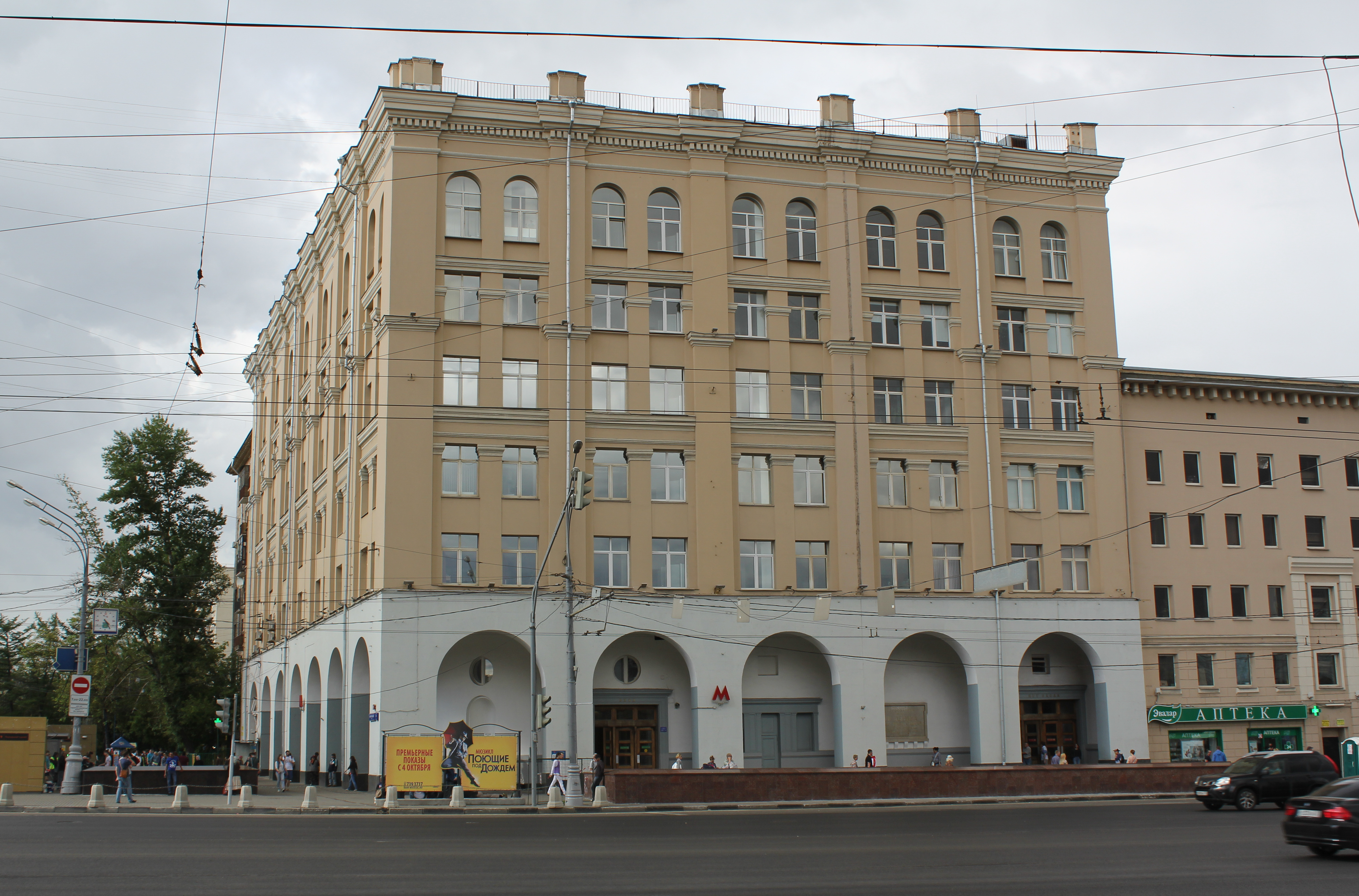
Вестибюль станции

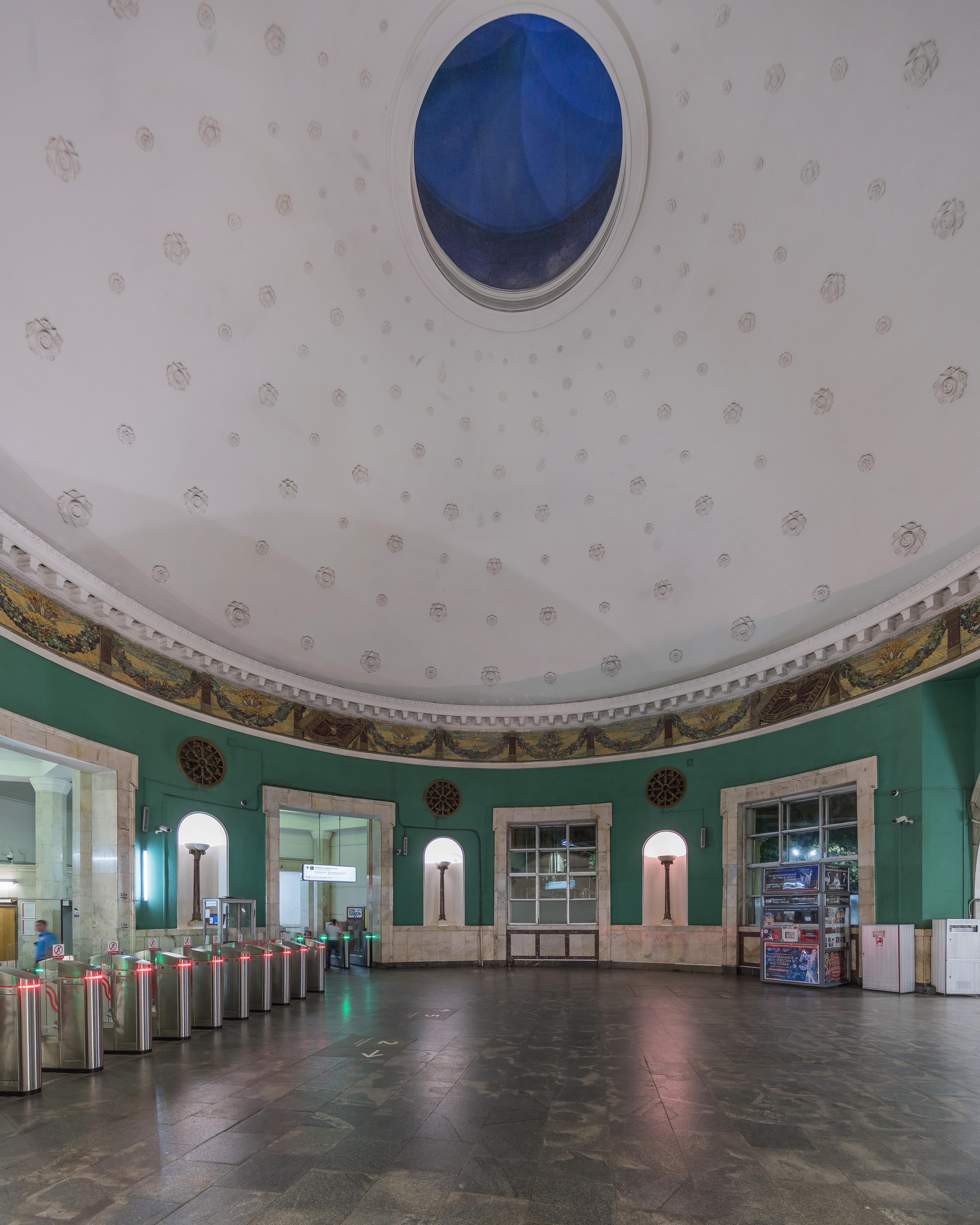
Интерьер вестибюля

Единственный вестибюль станции — общий с одноимённой станцией Замоскворецкой линии. Вестибюль расположен в цоколе и на первых двух этажах дома № 43/16 по Новокузнецкой улице, который позднее занял Метрогипротранс. Он представляет собой ансамбль из двух помещений.
Круглый эскалаторный зал перекрыт куполом. В него открываются верхние арки эскалаторных тоннелей обеих станций, а также арочные проёмы, обозначающие входы и выходы. Оставшиеся простенки заняты большими сводчатыми окнами. Поверхность купола украшена лепными розетками, к вершине уменьшающимися в размере, в центре — углубление синего цвета, создающее ощущение неба. Фриз под куполом украшен смальтовым панно (художник — И. А. Рабинович). Тема мозаики — «Сталинский план преобразования природы», на ней изображены гирлянды в виде хлебов, плодов, цветов, овощей. На карнизе над фризом ранее осуществлялась подсветка мозаики.
Кассовый зал охватывает эскалаторный в виде широкой дуги и соединяется с ним арочными проёмами. Он украшен стройными гранёными колоннами, облицованными светлым мрамором.
Снаружи часть дома, занятая вестибюлем, оформлена глубоким портиком на широких и тонких пилонах-простенках и со сводчатыми проходами.

### Станционные залы
«Павелецкая» — пилонная станция глубокого заложения (глубина — 40 метров) с тремя сводами. Авторы проекта — Н. Я. Колли, И. Н. Кастель. Диаметр центрального зала — 9,5 метров.
Массивные кубические пилоны облицованы светлым мрамором «коелга» и коричневым мрамором; по углам они украшены декоративными трёхчетвертными колоннами светлого мрамора с коринфскими капителями. Светлые пилоны дополнительно декорированы геометрическим орнаментом красного с белыми включениями мрамора месторождения Салиэти, который скрывает вентиляционные решётки. Они несут общее перекрытие, на которые опираются относительно пологие разновысотные своды центрального и боковых залов. Межпилонные проходы простых прямоугольных форм перекрыты куполами и первоначально подсвечивались. Путевые стены наполовину облицованы коелгинским мрамором. Залы освещаются десятирожковыми люстрами, подвешенными по оси сводов.
Пол выложен чёрным габбро и украшен геометрическим узором брусьев серого гранита. Единственным элементом художественного оформления станции является большое мозаичное панно на тему единства советских рабочих и крестьян (автор — П. Д. Корин). Первоначально на месте панно находился медальон с изображениями Ленина и Сталина (автор — М. Г. Манизер), который подсвечивался двумя бра с обеих сторон. Медальон был перенесён сюда со станции «Площадь Революции», где он висел на восточном торце станции до завершения строительства второго выхода этой станции.

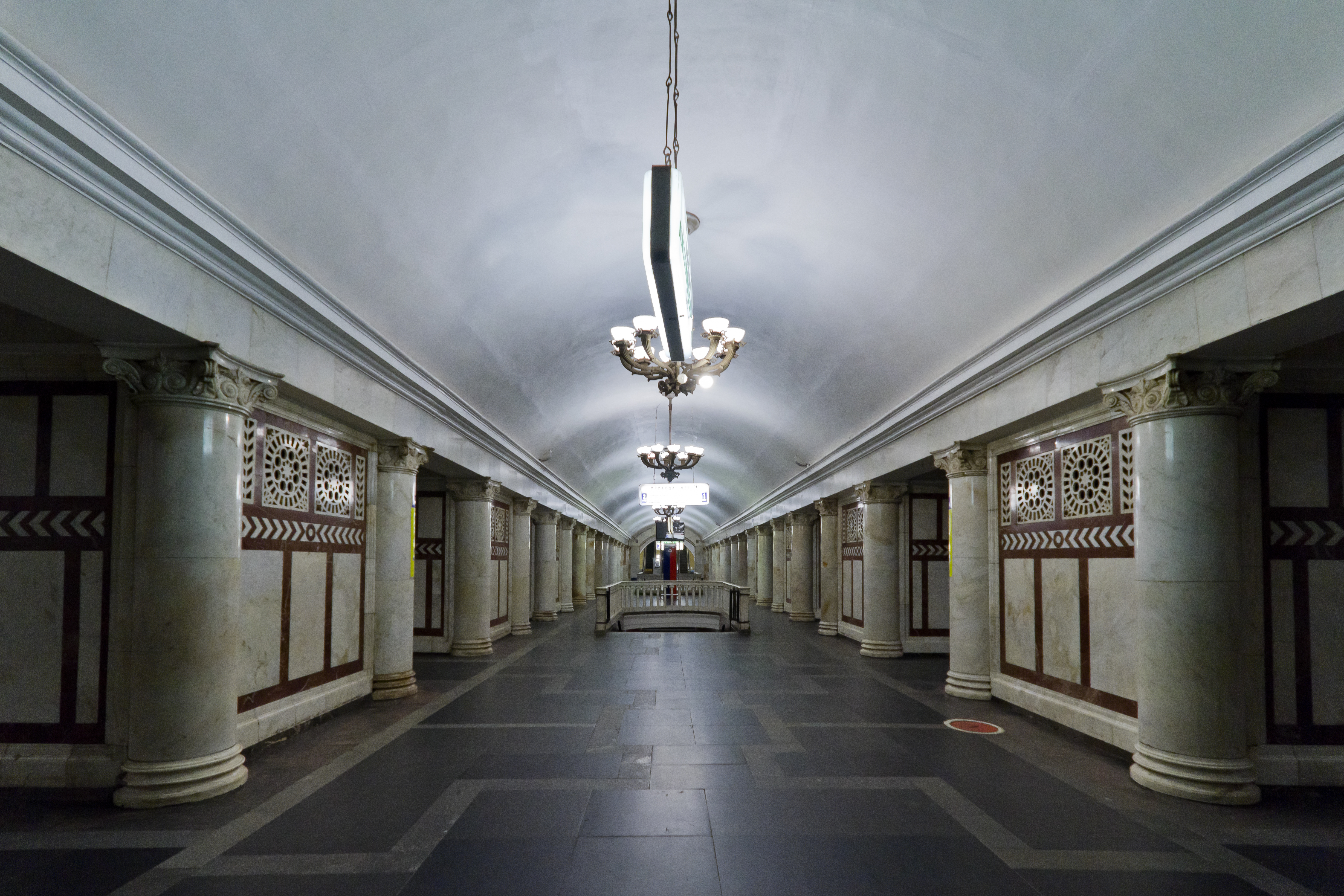
Зал станции, 1 января 2012 года
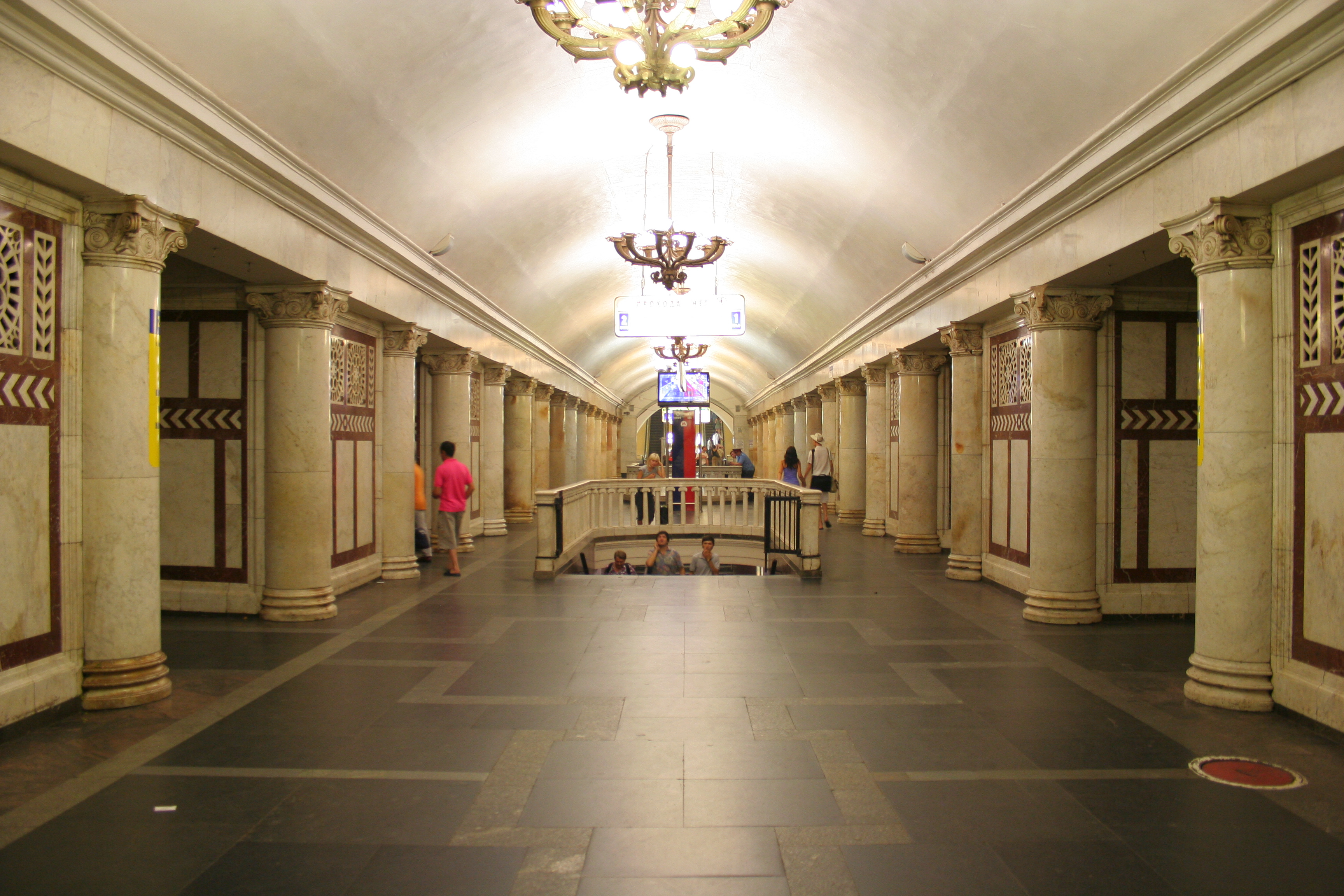
Зал станции, 3 августа 2010 года
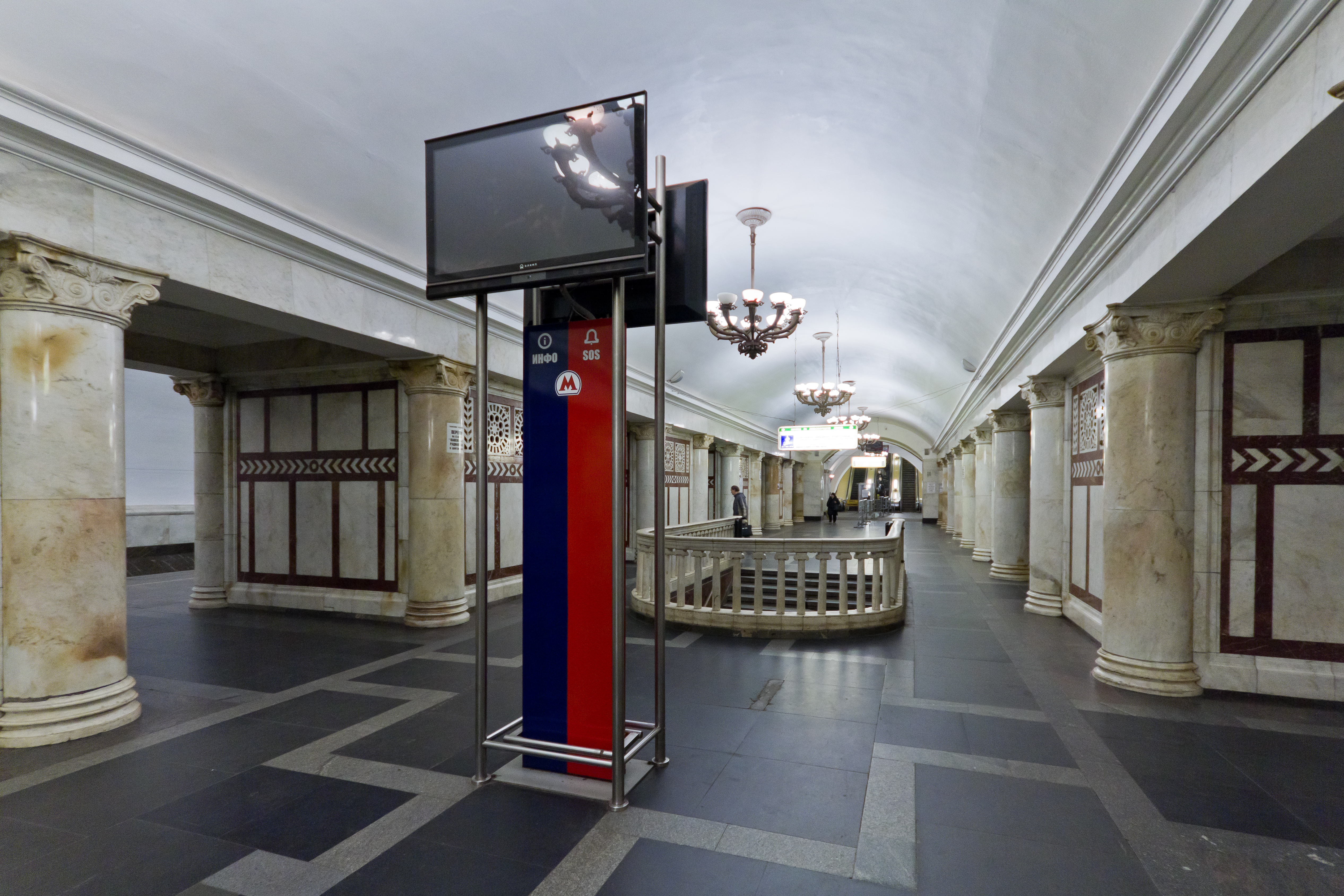
Колонна экстренного вызова
Мозаика в торце зала
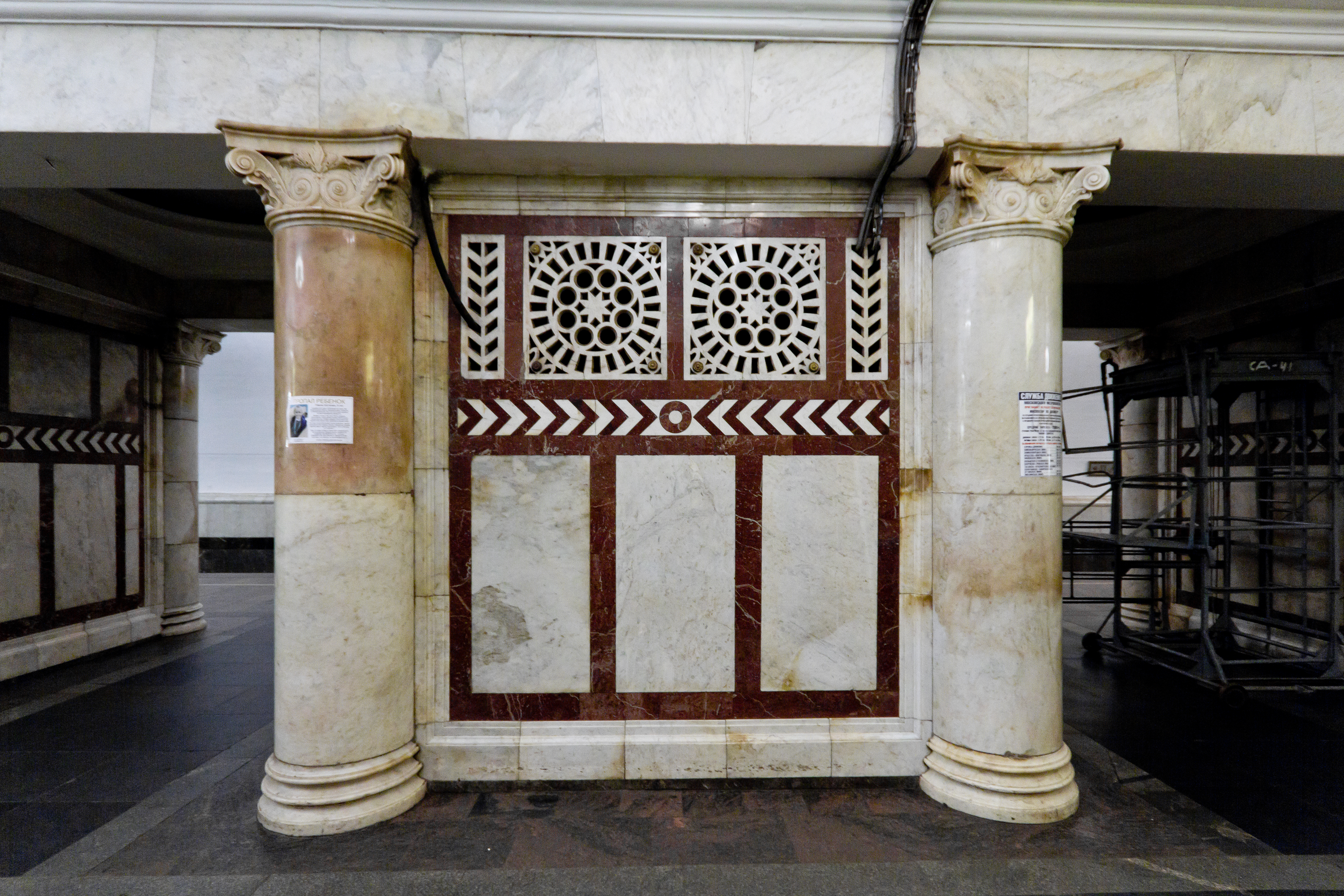
Пилон
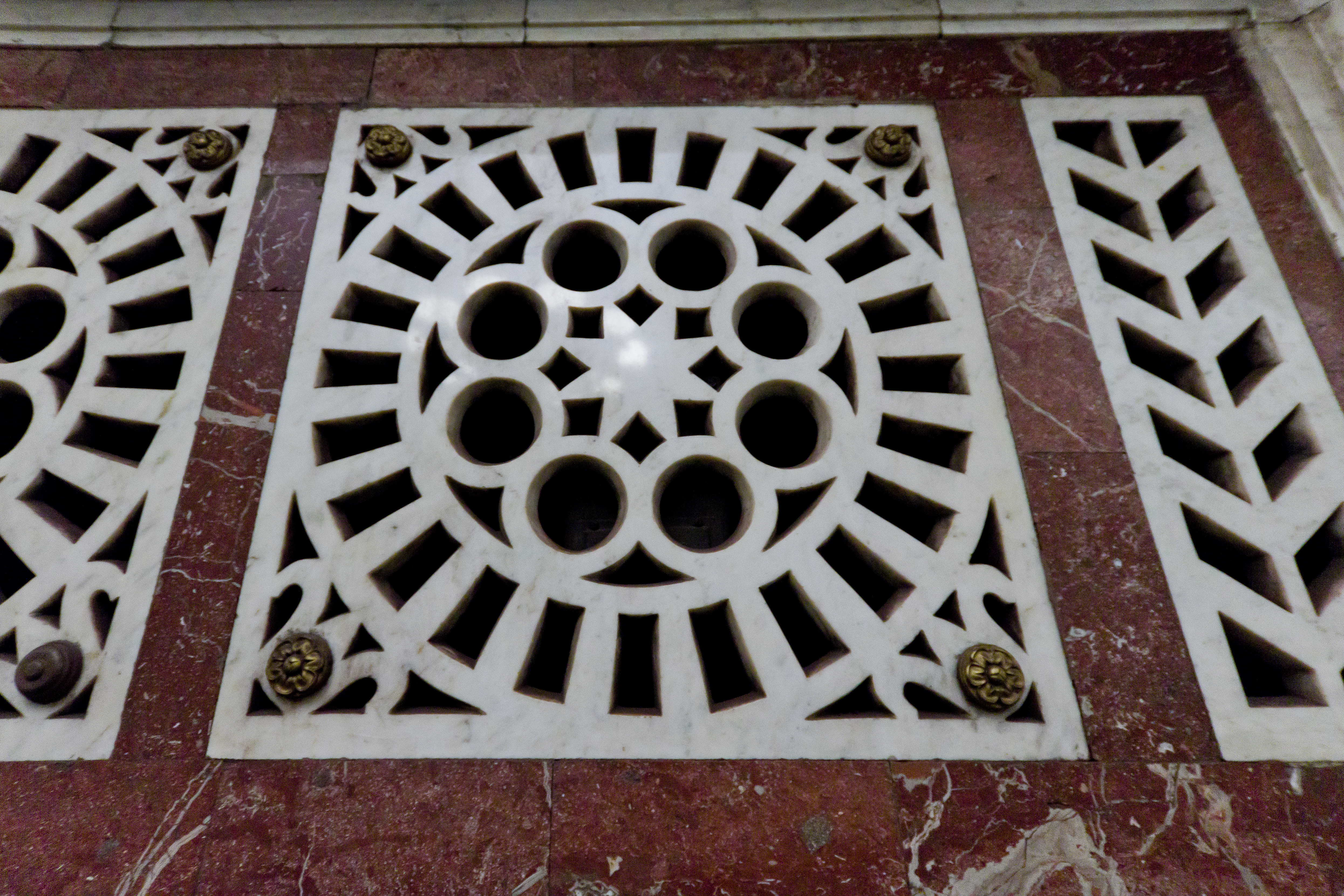
Вентиляционная решётка
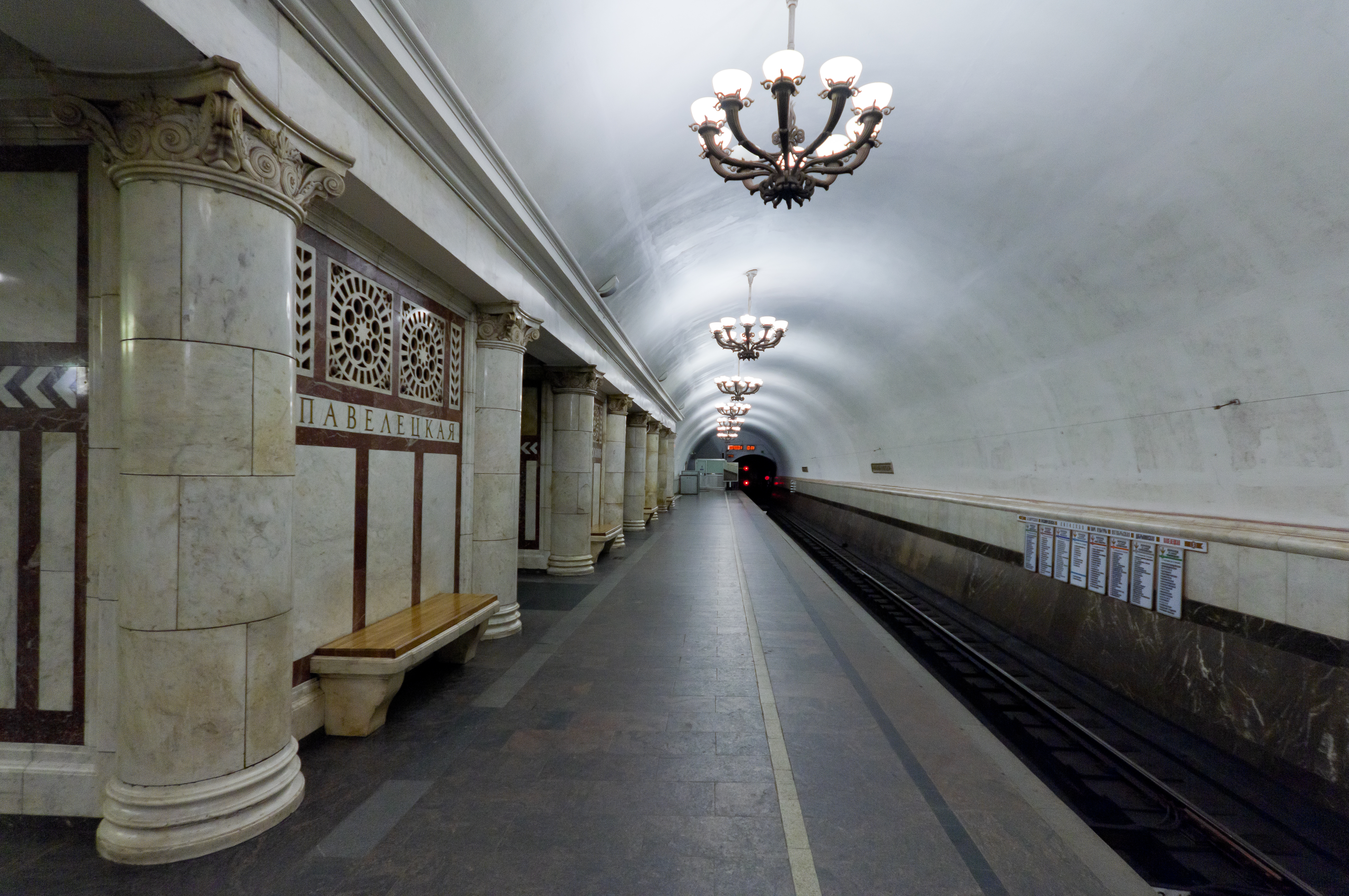
Посадочная платформа
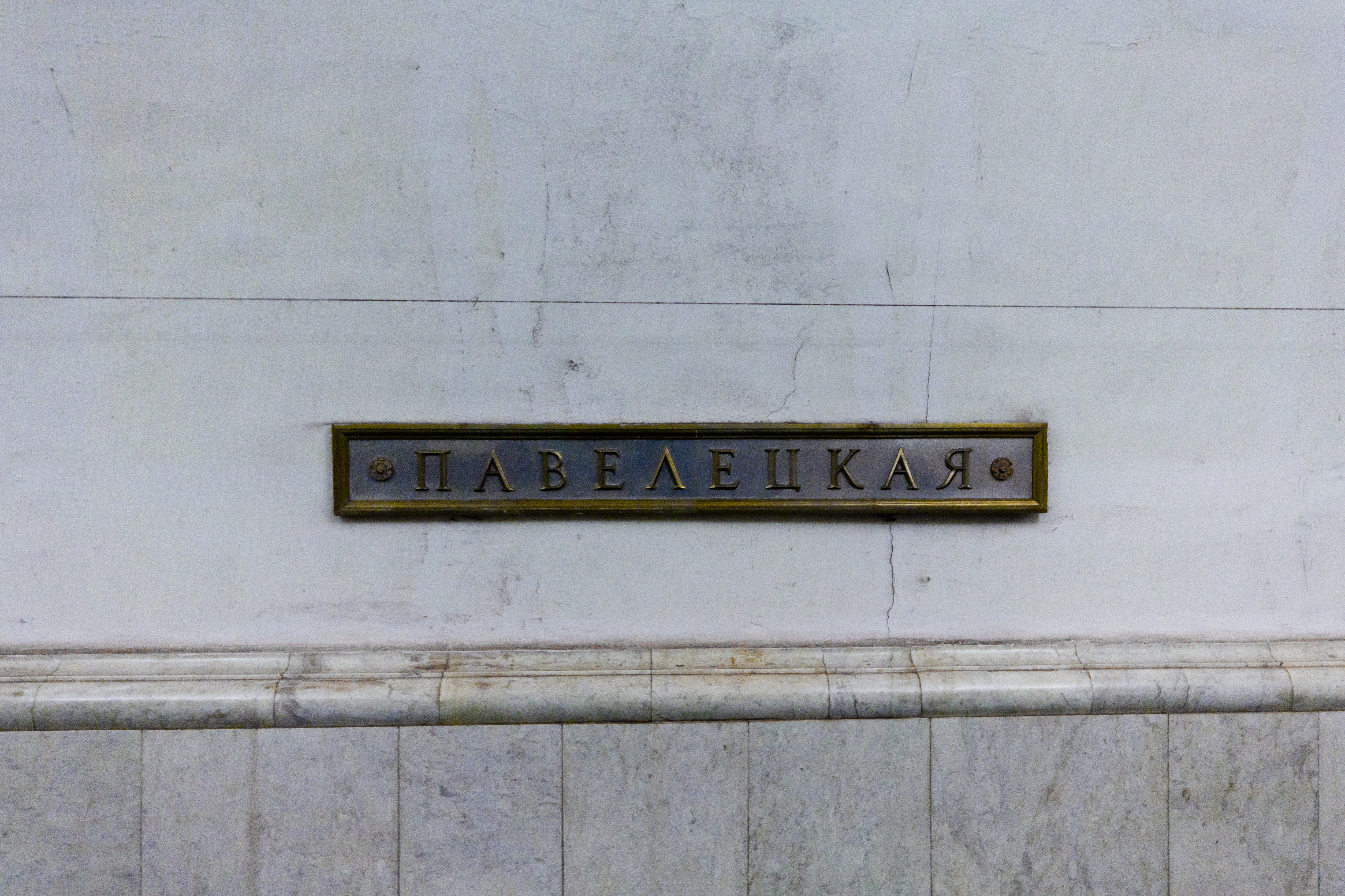
Название на путевой стене
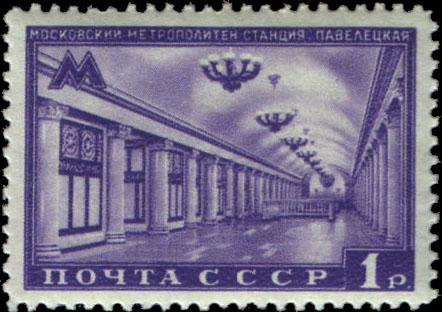
Изображение станции на почтовой марке 1950 года

### Переход
Переход на Замоскворецкую линию, открытый 30 июля 1955 года, является самым длинным в Московском метрополитене. Он начинается в центре зала с лестничной камеры. Разделённые спуск и подъём выводят в переходный коридор. Стены лестничной камеры облицованы красным грузинским мрамором месторождения Салиэти, а окаймляющий стены парапет — белым мрамором. В красном мраморе имеются окаменелости древних обитателей морей: морских лилий, наутилусов, губок и других. Сводчатый коридор освещается светильниками, упрятанными в небольшие имитирующие окна арки, расположенными по всей его длине. Между арками — устройства обеззараживания воздуха ультрафиолетом, представляющие собой небольшие коробочки из нержавеющей стали. Переход заканчивается в центре зала радиальной станции лестницами на спуск и на подъём.

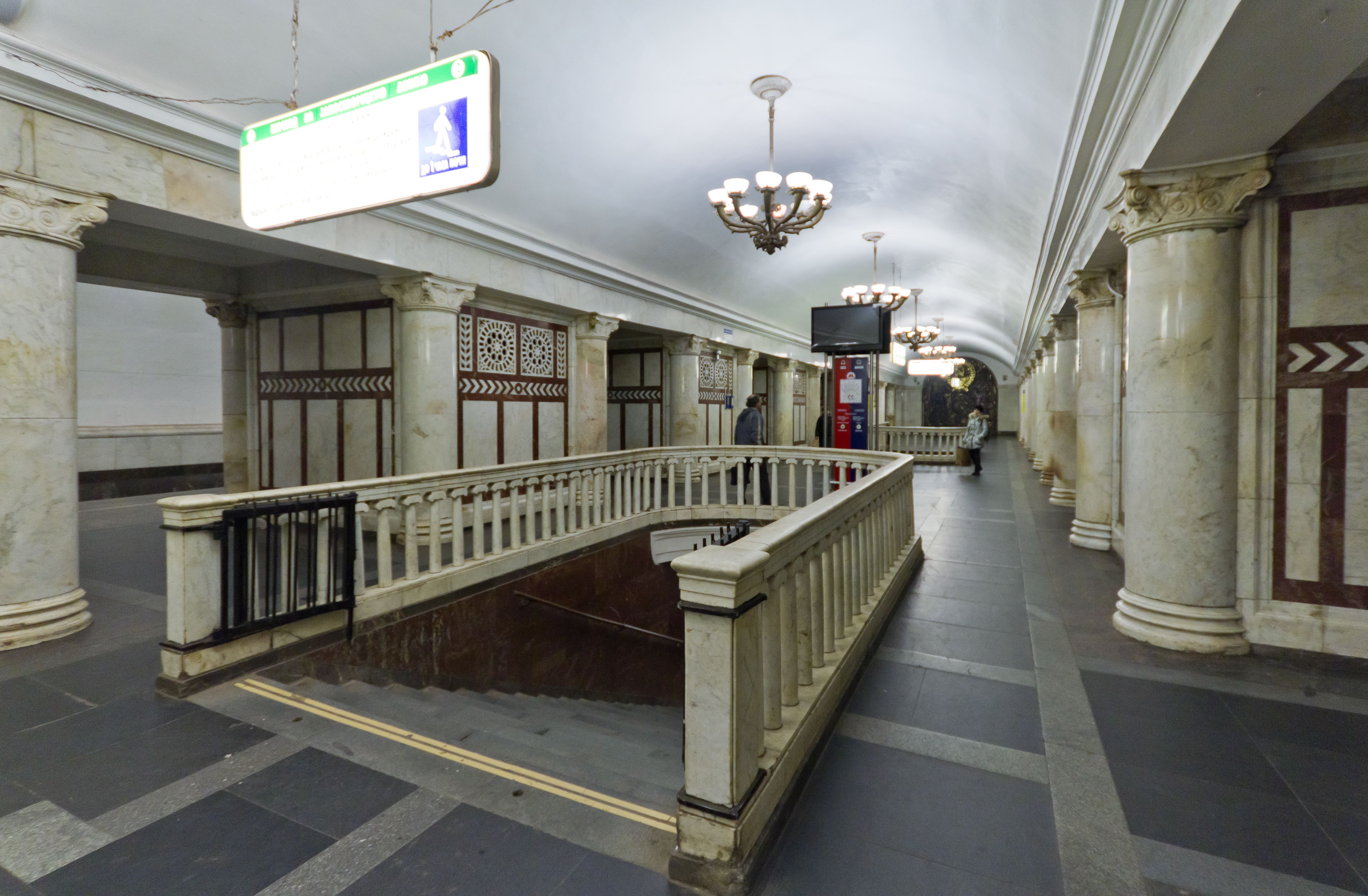
Переход на Замоскворецкую линию
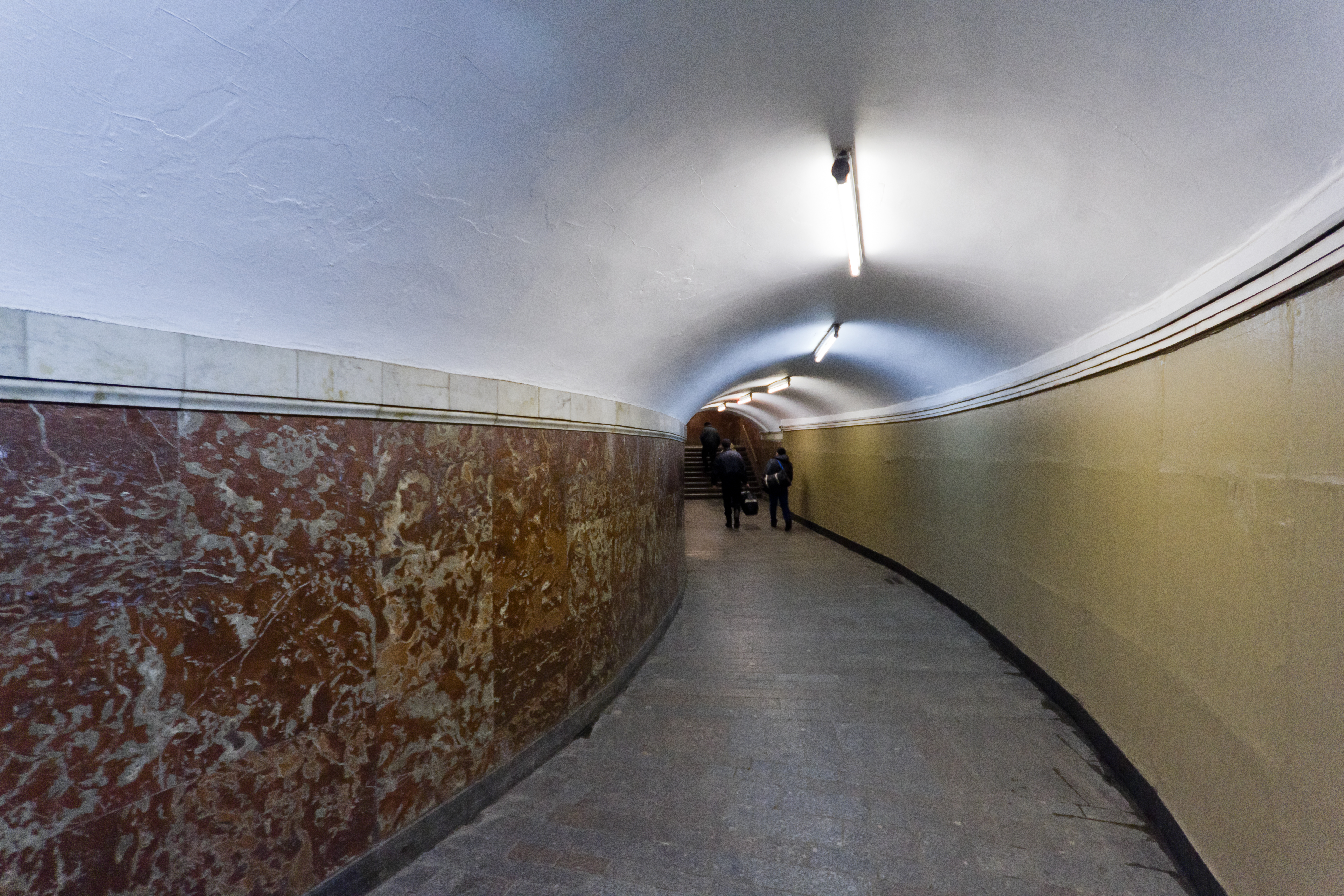

## Эксплуатация
Код станции — 073. В марте 2002 года пассажиропоток по входу составлял 88,4 тыс. человек.
- Таблица времени прохождения первого поезда через станцию[13]:

| По чётным числам                 | Будние дни | Выходные дни |
| По нечётным числам               | Будние дни | Выходные дни |
| В сторону станции «Таганская»    | 05:45:00   | 05:47:00     |
| В сторону станции «Таганская»    | 05:46:00   | 05:47:00     |
| В сторону станции «Добрынинская» | 05:51:00   | 05:49:00     |
| В сторону станции «Добрынинская» | 05:52:00   | 05:52:00     |

## Путевое развитие
Около станции от путей Кольцевой линии ответвляется соединительная ветвь на станцию «Новокузнецкая» Замоскворецкой линии, используемая для служебных перевозок.

## Расположение
Станция «Павелецкая» Кольцевой линии расположена между станциями «Добрынинская» и «Таганская». Выход осуществляется к улицам — Павелецкая площадь, улица Зацепа и Дубининская, Садовое кольцо (Валовая улица и улица Зацепский Вал), Новокузнецкая улица.

### Наземный общественный транспорт
На этой станции можно пересесть на следующие маршруты городского пассажирского транспорта:
- Автобусы: 538, 913, с932, Б, н8
- Трамваи: А, 3, 38, 39

### Железнодорожный транспорт
«Павелецкая» — единственная привокзальная станция на Кольцевой линии, не имеющая прямого выхода к вокзалу. Павелецкий вокзал обслуживает поезда дальнего следования южного направления. От Павелецкого вокзала начинается Павелецкое направление Московской железной дороги, которое связывает Москву с южными регионами России и Средней Азией.
Между Павелецким вокзалом и аэропортом Домодедово ходит по расписанию скоростной поезд «Аэроэкспресс», время в пути — 35 минут.
Пригородные поезда от вокзала следуют по Павелецкому направлению.

### Достопримечательности
Неподалёку от вестибюля станции находится Театральный музей имени А. А. Бахрушина, располагающийся в бывшем усадебном доме А. А. Бахрушина (арх. К. Гиппиус, 1896).

## Станция в культуре
Станция «Павелецкая» упоминается в постапокалиптическом романе Дмитрия Глуховского «Метро 2033». Согласно книге, станция входила в состав Содружества станций Кольцевой линии, чаще именуемого Ганзой. Жители этой станции, как и всего содружества, живут за счёт торговли и взимания пошлин с торговцев.